# Coupe d'Angleterre de football 2004-2005
Navigation
Coupe d'Angleterre 2003-2004 Coupe d'Angleterre 2005-2006
La Coupe d'Angleterre de football 2004-2005 est la 124e édition de la Coupe d'Angleterre de football. Arsenal remporte aux tirs au but sa dixième Coupe d'Angleterre de football au détriment de Manchester United après une finale se finissant sur le score de 0-0 après prolongation dans l'enceinte du stade du Millennium Stadium de Cardiff. C'est la première finale de l'histoire de la compétition qui se termine aux tirs au but.

## Quatrième tour
|                                           | Équipe 1             | Score | Équipe 2                | Spectateurs |
| ----------------------------------------- | -------------------- | ----- | ----------------------- | ----------- |
| 1                                         | Derby County         | 1 – 1 | Fulham                  |             |
| rejoué                                    | Fulham               | 4 – 2 | Derby County            |             |
| 2                                         | Manchester United    | 3 – 0 | Middlesbrough           |             |
| 3                                         | Blackburn Rovers     | 3 – 0 | Colchester United       |             |
| 4                                         | Chelsea              | 2 – 0 | Birmingham City         |             |
| 5                                         | West Ham United      | 1 – 1 | Sheffield United        | 25,449      |
| rejoué                                    | Sheffield United     | 1 – 1 | West Ham United         |             |
| Sheffield United s'impose aux tirs au but |                      |       |                         |             |
| 6                                         | Oldham Athletic      | 0 – 1 | Bolton Wanderers        |             |
| 7                                         | Arsenal              | 2 – 0 | Wolverhampton Wanderers |             |
| 8                                         | Everton              | 3 – 0 | Sunderland              |             |
| 9                                         | Nottingham Forest    | 1 – 0 | Peterborough            |             |
| 10                                        | Brentford            | 0 – 0 | Hartlepool              |             |
| rejoué                                    | Hartlepool           | 0 – 1 | Brentford               |             |
| 11                                        | Reading              | 1 – 2 | Leicester City          |             |
| 12                                        | Burnley              | 2 – 0 | Bournemouth             |             |
| 13                                        | Southampton          | 2 – 1 | Portsmouth              |             |
| 14                                        | West Bromwich Albion | 1 – 1 | Tottenham Hotspur       |             |
| rejoué                                    | Tottenham Hotspur    | 3 – 1 | West Bromwich Albion    |             |
| 15                                        | Newcastle United     | 3 – 1 | Coventry City           |             |
| 16                                        | Charlton Athletic    | 3 – 2 | Yeovil Town             |             |

## Cinquième tour
|                                  | Équipe 1          | Score | Équipe 2          | Spectateurs |
| -------------------------------- | ----------------- | ----- | ----------------- | ----------- |
| 1                                | Bolton Wanderers  | 1 – 0 | Fulham            |             |
| 2                                | Tottenham Hotspur | 1 – 1 | Nottingham Forest |             |
| rejoué                           | Nottingham Forest | 0 – 3 | Tottenham Hotspur |             |
| 3                                | Everton           | 0 – 2 | Manchester United |             |
| 4                                | Charlton          | 1 – 2 | Leicester City    |             |
| 5                                | Burnley           | 0 – 0 | Blackurn Rovers   |             |
| rejoué                           | Blackburn Rovers  | 2 – 1 | Burnley           |             |
| 6                                | Southampton       | 2 – 2 | Brentford         |             |
| rejoué                           | Brentford         | 1 – 3 | Southampton       |             |
| 7                                | Newcastle United  | 1 – 0 | Chelsea           |             |
| 8                                | Arsenal           | 1 – 1 | Sheffield United  |             |
| rejoué                           | Sheffield United  | 0 – 0 | Arsenal           |             |
| Arsenal s'impose aux tirs au but |                   |       |                   |             |

## Quarts de finale
| 13 mars 2005 | Newcastle United | 1 – 0 | Tottenham Hotspur | St James' Park, Newcastle                              |                                                        |
| 16:00        | Kluivert 5e      |       |                   | Spectateurs : 51 307 Arbitrage : Rob Styles, Hampshire | Spectateurs : 51 307 Arbitrage : Rob Styles, Hampshire |
| 16:00        | Rapport          |       |                   | Spectateurs : 51 307 Arbitrage : Rob Styles, Hampshire | Spectateurs : 51 307 Arbitrage : Rob Styles, Hampshire |

| 12 mars 2005 | Southampton | 0 – 4 | Manchester United                        | St Mary's Stadium, Southampton                          |                                                         |
| 17:15        |             |       | Keane 2e · Ronaldo 45e · Scholes 48e 87e | Spectateurs : 30 971 Arbitrage : Howard Webb, Yorkshire | Spectateurs : 30 971 Arbitrage : Howard Webb, Yorkshire |
| 17:15        | Rapport     |       |                                          | Spectateurs : 30 971 Arbitrage : Howard Webb, Yorkshire | Spectateurs : 30 971 Arbitrage : Howard Webb, Yorkshire |

| 12 mars 2005 | Bolton Wanderers | 0 – 1 | Arsenal      | Reebok Stadium, Bolton                               |                                                      |
| 12:15        |                  |       | Ljungberg 3e | Spectateurs : 23 523 Arbitrage : Steve Bennett, Kent | Spectateurs : 23 523 Arbitrage : Steve Bennett, Kent |
| 12:15        | Rapport          |       |              | Spectateurs : 23 523 Arbitrage : Steve Bennett, Kent | Spectateurs : 23 523 Arbitrage : Steve Bennett, Kent |

| 13 mars 2005 | Blackburn Rovers | 1 – 0 | Leicester City | Ewood Park, Blackburn                                      |                                                            |
| 13:05        | Dickov 83e       |       |                | Spectateurs : 22 113 Arbitrage : Neale Barry, Lincolnshire | Spectateurs : 22 113 Arbitrage : Neale Barry, Lincolnshire |
| 13:05        | Rapport          |       |                | Spectateurs : 22 113 Arbitrage : Neale Barry, Lincolnshire | Spectateurs : 22 113 Arbitrage : Neale Barry, Lincolnshire |

## Demi-finales
| 16 avril 2005 | Arsenal                        | 3 – 0 | Blackburn Rovers | Millennium Stadium, Cardiff, Galles         |                                             |
| 12:15         | Pirès 42e · van Persie 84e 90e |       |                  | Spectateurs : 52 077 Arbitrage : Steve Dunn | Spectateurs : 52 077 Arbitrage : Steve Dunn |
| 12:15         | Rapport                        |       |                  | Spectateurs : 52 077 Arbitrage : Steve Dunn | Spectateurs : 52 077 Arbitrage : Steve Dunn |

| 17 avril 2005 | Newcastle United | 1 – 4 | Manchester United                                  | Millennium Stadium, Cardiff, Galles         |                                             |
| 13:00         | Ameobi 59e       |       | van Nistelrooy 19e 58e · Scholes 45e · Ronaldo 76e | Spectateurs : 69 280 Arbitrage : Mike Riley | Spectateurs : 69 280 Arbitrage : Mike Riley |
| 13:00         | Rapport          |       |                                                    | Spectateurs : 69 280 Arbitrage : Mike Riley | Spectateurs : 69 280 Arbitrage : Mike Riley |

## Finale
| Titulaires : |  |
| |  |
| 1 Jens Lehmann · 12 Lauren · 28 Kolo Touré · 20 Philippe Senderos · 3 Ashley Cole · 15 Cesc Fàbregas 86e · 4 Patrick Vieira (c) · 19 Gilberto Silva · 7 Robert Pirès 105e · 9 José Antonio Reyes · 10 Dennis Bergkamp 65e · |  |
| Remplaçants : |  |
| 24 Manuel Almunia · 23 Sol Campbell · 8 Fredrik Ljungberg 65e · 17 Edu 105e · 11 Robin van Persie 86e · |  |
| Entraîneur : |  |
| Arsène Wenger |  |

| Titulaires : |  |
| |  |
| 13 Roy Carroll · 22 John O'Shea 77e · 5 Rio Ferdinand · 6 Wes Brown · 27 Mikaël Silvestre · 24 Darren Fletcher 94e · 16 Roy Keane (c) · 18 Paul Scholes · 7 Cristiano Ronaldo · 8 Wayne Rooney · 10 Ruud van Nistelrooy · |  |
| Remplaçants : |  |
| 1 Tim Howard · 2 Gary Neville · 25 Quinton Fortune 77e · 11 Ryan Giggs 91e · 14 Alan Smith · |  |
| Entraîneur : |  |
| Alex Ferguson |  |

| Titulaires : |  |
| |  |
| 1 Jens Lehmann · 12 Lauren · 28 Kolo Touré · 20 Philippe Senderos · 3 Ashley Cole · 15 Cesc Fàbregas 86e · 4 Patrick Vieira (c) · 19 Gilberto Silva · 7 Robert Pirès 105e · 9 José Antonio Reyes · 10 Dennis Bergkamp 65e · |  |
| Remplaçants : |  |
| 24 Manuel Almunia · 23 Sol Campbell · 8 Fredrik Ljungberg 65e · 17 Edu 105e · 11 Robin van Persie 86e · |  |
| Entraîneur : |  |
| Arsène Wenger |  |

| Titulaires : |  |
| |  |
| 13 Roy Carroll · 22 John O'Shea 77e · 5 Rio Ferdinand · 6 Wes Brown · 27 Mikaël Silvestre · 24 Darren Fletcher 94e · 16 Roy Keane (c) · 18 Paul Scholes · 7 Cristiano Ronaldo · 8 Wayne Rooney · 10 Ruud van Nistelrooy · |  |
| Remplaçants : |  |
| 1 Tim Howard · 2 Gary Neville · 25 Quinton Fortune 77e · 11 Ryan Giggs 91e · 14 Alan Smith · |  |
| Entraîneur : |  |
| Alex Ferguson |  |

| Arsenal | Manchester United |